# Bullionisme
Bullionisme er en økonomisk tankegang, som definerer velstand på grundlag af den pågældendes beholdning af ædelmetaller. Det er en tidligere primitiv form for merkantilisme som blev indført i Europa i 1500-tallet. Bullionismen lå til grund for senmiddelalderens og oplysningstidens internationale økonomi og handelsantagelser, som netop er udtrykt i merkantilismen.
Denne for merkantilismen særegne opvurdering af pengenes betydning skete under indtryk af virkningen af den stærke forøgelse i Europas ædelmetalforråd, som indtrådte efter Amerikas opdagelse. Metalstrømmen fandt først vej til Spanien og gjorde for en tid dette land til Europas rigeste og mægtigste stat, og herfra spredte den sig gennem handelen til de øvrige europæiske lande. Man misforstod imidlertid årsagssammenhængen: Spaniens voksende rigdom stammede simpelt hen fra den store fortjeneste, hvormed det erhvervede metal kunne afsættes til andre lande. Prisen på sølv var på dette tidspunkt meget høj i Europa, og driften af de rige amerikanske sølvminer var i høj grad lønnende. Det var ikke ganske ubegrundet, at interessen under de daværende forhold særligt knyttede sig til ophobningen af ædelmetaller: i de fleste lande herskede endnu den fra middelalderen overleverede naturaløkonomi, og så længe, dette system var rådende, var man i det væsentlige udelukket fra at opnå de fordele, som gennemførelse af arbejdsdeling kunne bringe. Nu løstes imidlertid med pengeøkonomiens fremtrængen de bundne kræfter, og med den voksende handel indledtes den omordning af samfundene efter principperne om arbejdsdeling, som siden fortsatte. 
Erkendelsen heraf lader sig imidlertid ikke almindeliggøre derhen, at en pengeforøgelse altid afsætter sådanne, heldbringende virkninger. Øges pengemængden ud over, hvad der under de givne forhold tiltrænges, er den naturligste brug, som kan gøres af det overskydende, at udføre og ombytte det mod mere nyttige ting. At hindre dette, er unaturligt og i længden også umuligt. Øges pengemængden, vil pengenes værdi falde i forhold til andre varer, og pengene vil da efterhånden søge ud af landet derhen, hvor der hersker knaphed, og hvor deres værdi følgelig er højere.